# Xu Yuanchong
Xu Yuanchong (chinesisch 許淵沖 / 许渊冲, Pinyin Xǔ Yuānchōng; geboren 18. April 1921 in Nanchang; gestorben am 17. Juni 2021 in Peking) war ein chinesischer Übersetzer. Er ist vor allem bekannt für Übersetzungen altchinesischer Dichtung ins Englische.

## Biografie
Xǔ Yuānchōng besuchte eine Mittelschule in Nanchang. Ab 1938 studierte er an der Vereinigten Südwest-Universität und an der Qinghua-Universität Fremdsprachen.
1983 erhielt Xǔ Yuānchōng eine Professur an der Universität Beijing.
Im Jahr 2014 erhielt Xǔ Yuānchōng im Alter von 93 Jahren als erster chinesischer Übersetzer den Aurora-Borealis-Preis für hervorragende literarische Übersetzungen.
Xǔ Yuānchōng starb zwei Monate nach seinem hundertsten Geburtstag.

## Werke (Übersetzungen)
(Auswahl)

### Chinesisch–Englisch
- Book of Poetry (《詩經》)
- Qū Yuán: Chu Ci (《楚辭》)
- The Book of Tao and Teh (《道德經》)
- The Analects of Confucius (《論語》)
- Wáng Shífǔ 王實甫: Romance of Western Bower (《西廂記》)
- Illustrated Poems of Mao Zedong
- Selected Poems of Li Bai (1987)
- 300 of China’s Immortal Poems (1994)

### Französisch–Chinesisch
- Stendhal: Le Rouge et le Noir (1993)
- Gustave Flaubert: Madame Bovary (1992)
- Marcel Proust: À la recherche du temps perdu (1990)
- Romain Rolland: Jean-Christophe (1999)